# Franz Courtens

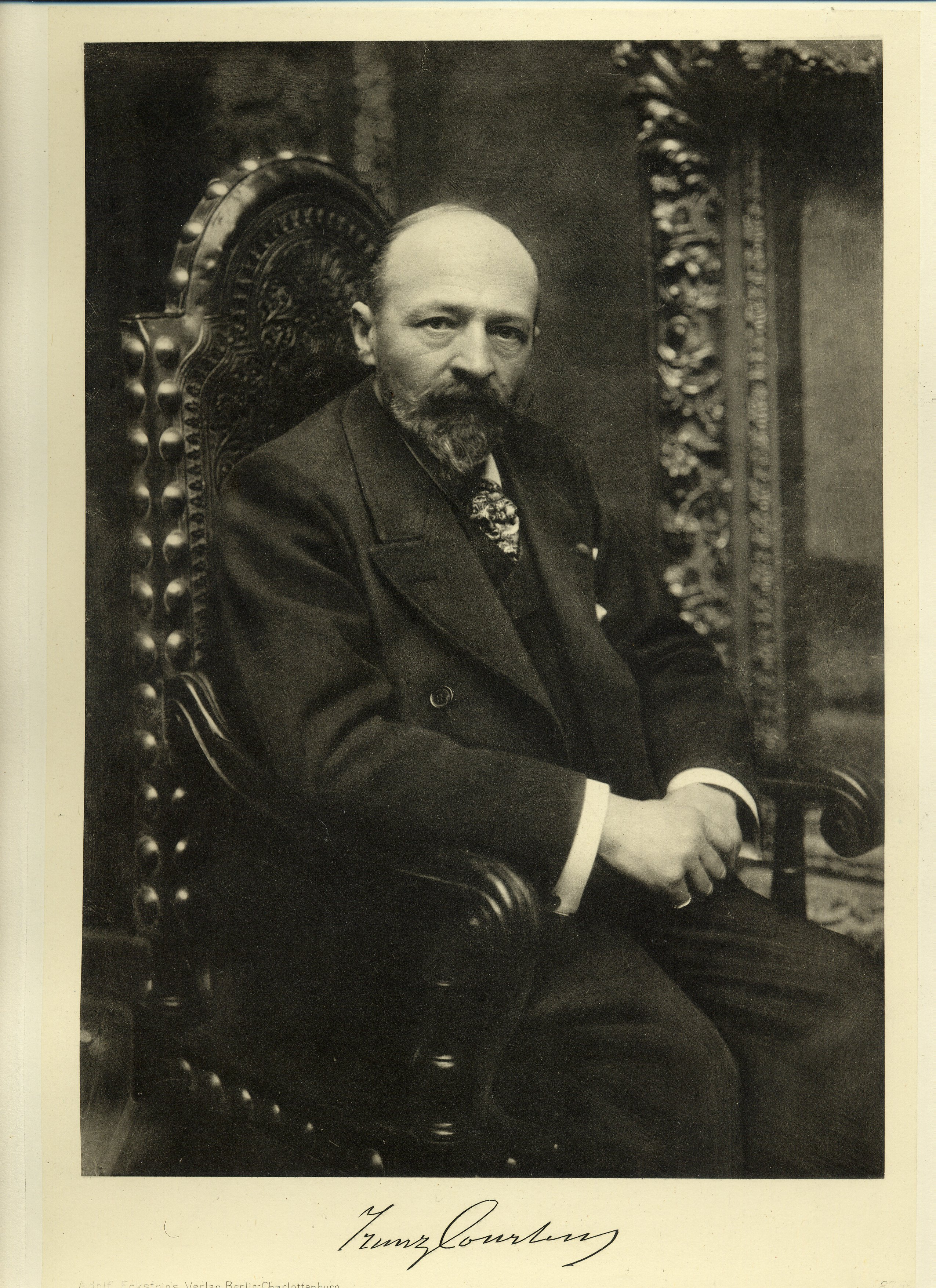
Franz Courtens

Franz Courtens (* 4. Februar 1854 in Dendermonde; † 2. Januar 1943 in Saint-Josse-ten-Noode) war ein belgischer Landschaftsmaler und Kunstpädagoge.
Courtens begann seine künstlerische Ausbildung an der Kunstakademie von Dendermonde bei den Landschaftsmalern Jacques Rosseels (1828–1912), Isidore Meyers (1836–1916) und Franz Vinck  (1827–1903). Das Jahr 1873 verbrachte er in Antwerpen. 1874 ließ er sich in Brüssel nieder, wo er abends die freie Kunstschule „La Patte de Dindon“  besuchte.
Sein Treffen mit Hippolyte Boulenger und der Schule von Tervuren ermunterte ihn zur Freilichtmalerei. 1884 erhielt er eine Medaille der 3. Klasse im Salon der Société des Artistes Français und einen Grand Prix auf der Weltausstellung Paris 1889.
1903 wurde er zum Professor für Landschaftsmalerei an der Koninklijke Academie voor Schone Kunsten van Antwerpen berufen. 1901 wurde er zum Mitglied der Académie royale des Sciences, des Lettres et des Beaux-Arts de Belgique gewählt.
Von König Albert I. erhielt er 1922 den Titel eines Barons.

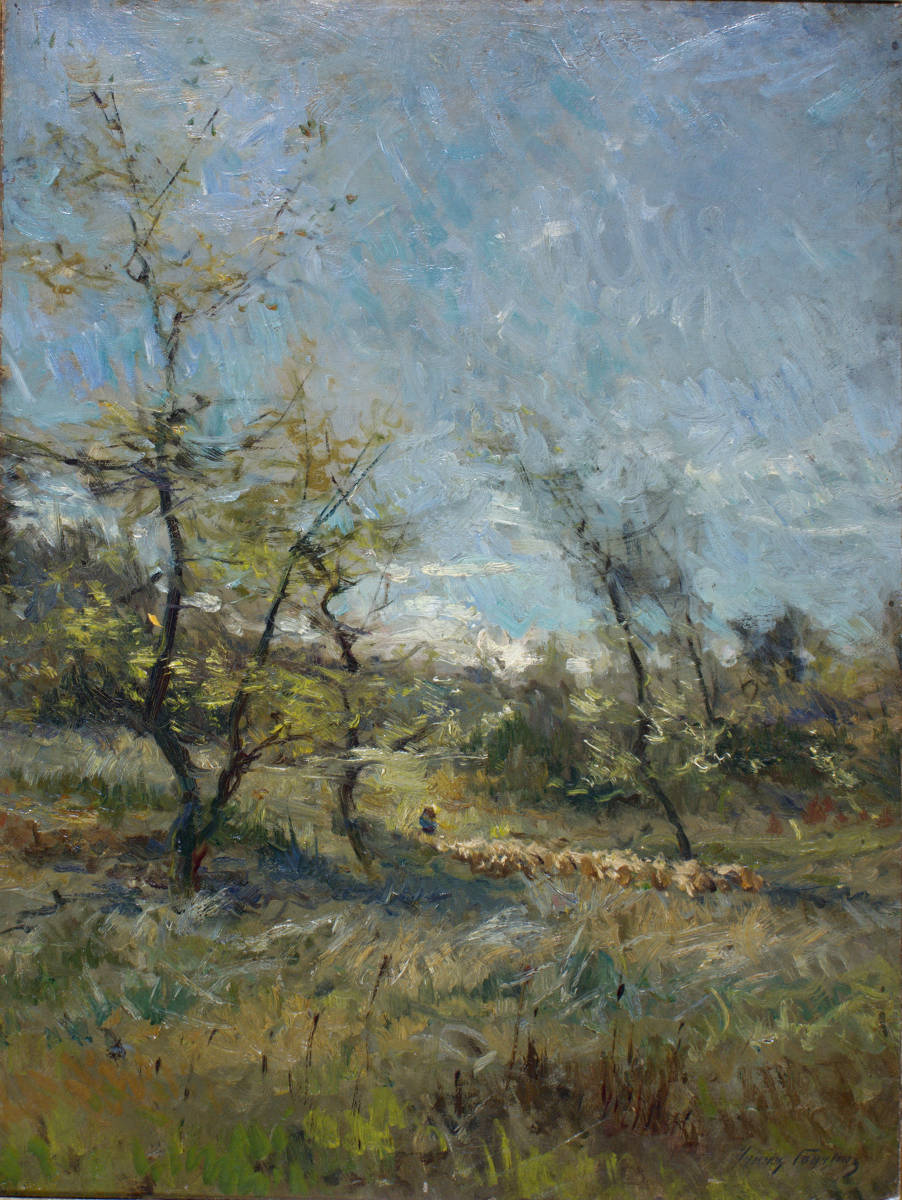
Kudde in de Kempen, ca. 1901
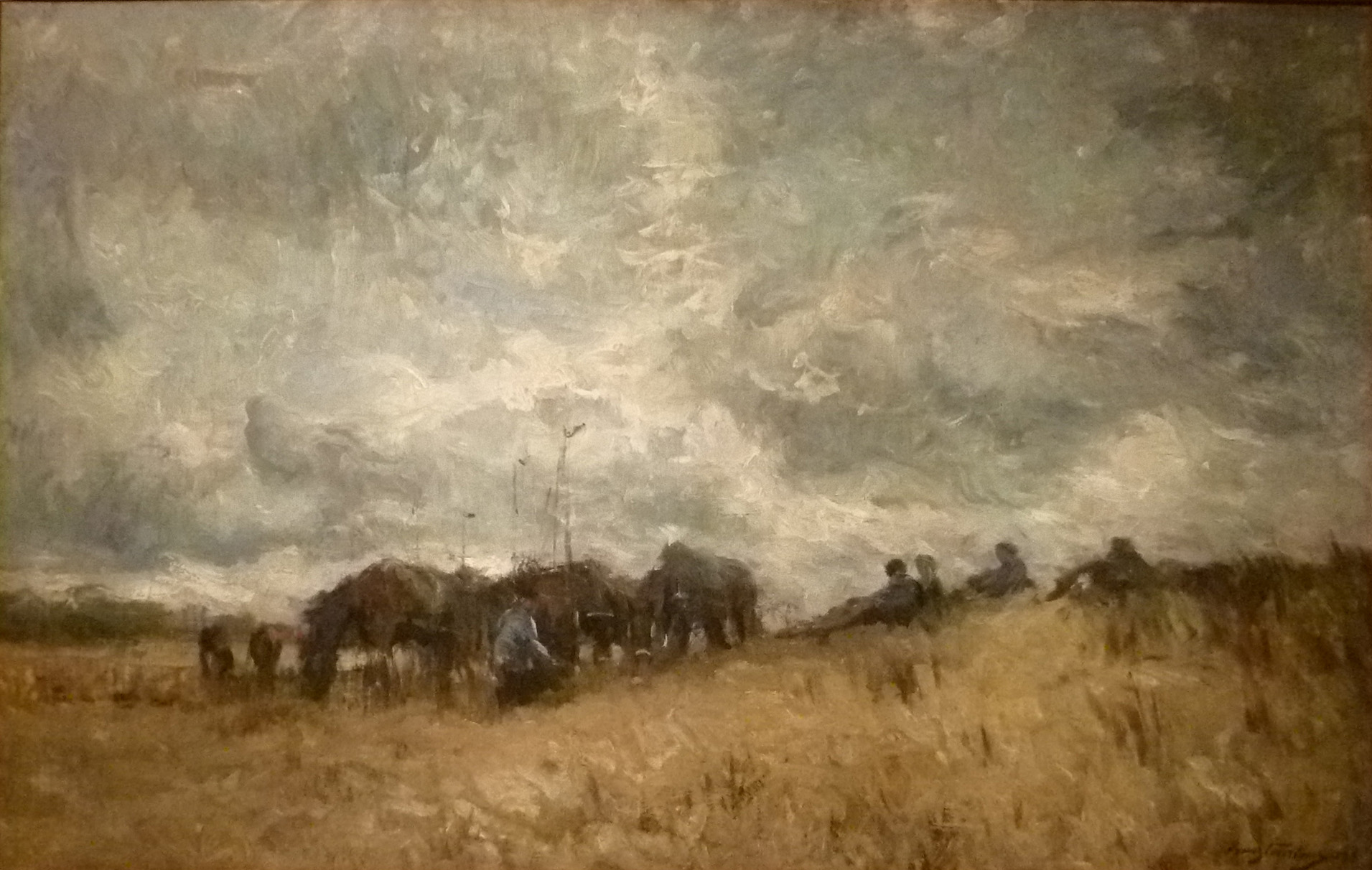
Rust in het duin
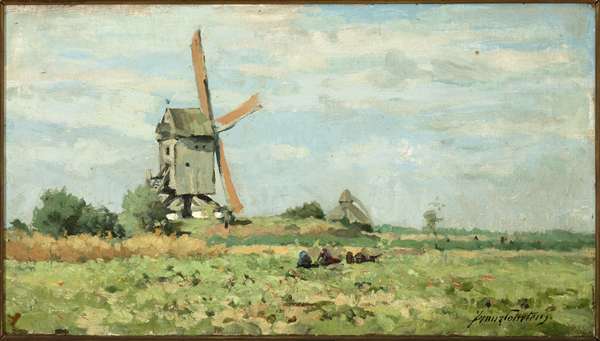
Landschap met molen
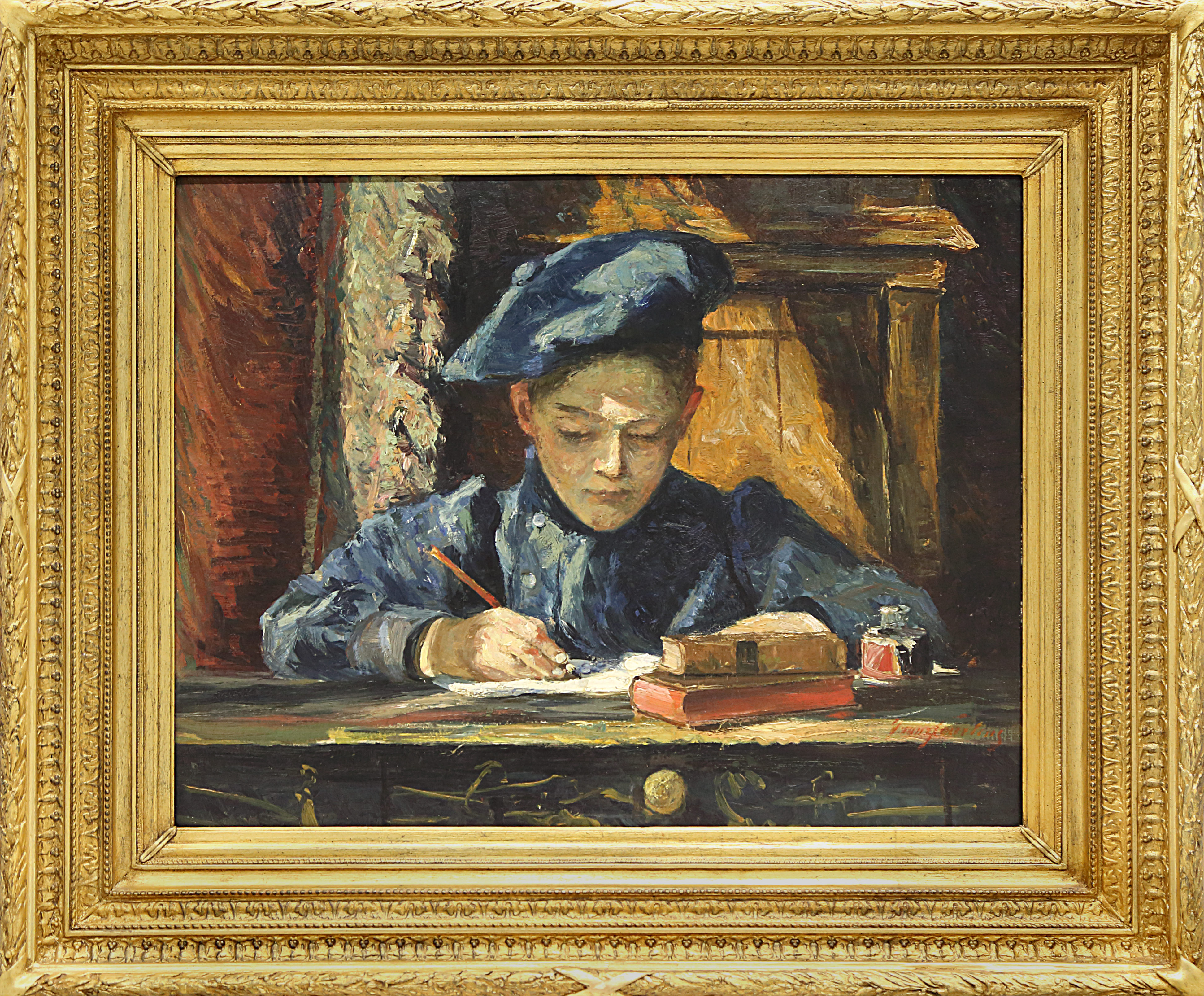
Le jeune étudiant
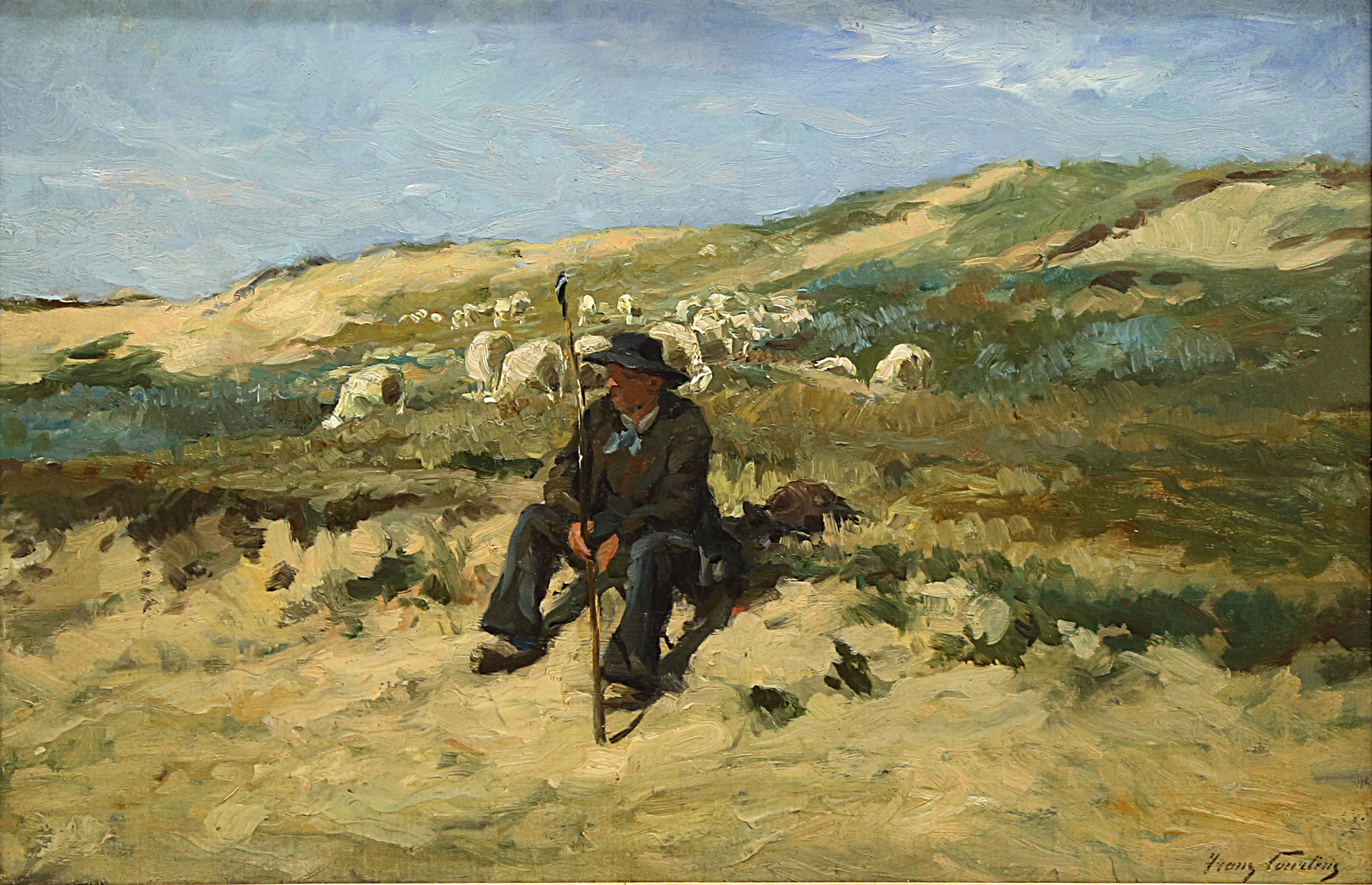
Der Hirte in der Düne